# María Juárez Campos
María del Carmen Juárez Campos (11 de febrero de 1997) es una deportista española que compite en natación sincronizada.
Ganó uns medalla de bronce en el Campeonato Mundial de Natación de 2019, y dos medallas de bronce en el Campeonato Europeo de Natación, en los años 2016 y 2018. En los Juegos Europeos de Bakú 2015 consiguió dos medallas de plata.

## Palmarés internacional
| Campeonato Mundial | Campeonato Mundial      | Campeonato Mundial | Campeonato Mundial |
| Año                | Lugar                   | Medalla            | Prueba             |
| ------------------ | ----------------------- | ------------------ | ------------------ |
| 2019               | Gwangju (Corea del Sur) | Medalla de bronce  | Rutina especial    |
| Juegos Europeos    |                         |                    |                    |
| Año                | Lugar                   | Medalla            | Prueba             |
| 2015               | Bakú (Azerbaiyán)       | Medalla de plata   | Equipo             |
| 2015               | Bakú (Azerbaiyán)       | Medalla de plata   | Combinación libre  |
| Campeonato Europeo |                         |                    |                    |
| Año                | Lugar                   | Medalla            | Prueba             |
| 2016               | Londres (Reino Unido)   | Medalla de bronce  | Equipo libre       |
| 2018               | Glasgow (Reino Unido)   | Medalla de bronce  | Combinación libre  |